# Portaš
Portaš (portáši, fortaši, portovníci, portatschen, portaschen) je bil pripadnik oborožene mejne službe z vojaškimi, policijskimi in carinskimi funkcijami. Portaši so bili po svojem delu sorodni iblajtarjem. Pojavili so se ob koncu 17. stoletja na zunanjih ogrskih mejah in na meji s Poljsko. Izraz »portaš« morda izvira iz latinskega porta (vrata, prehod), iz madžarskega portyak (straža) ali romunskega poteraş (orožniki).